# Wolrad Kreusler (Mediziner)

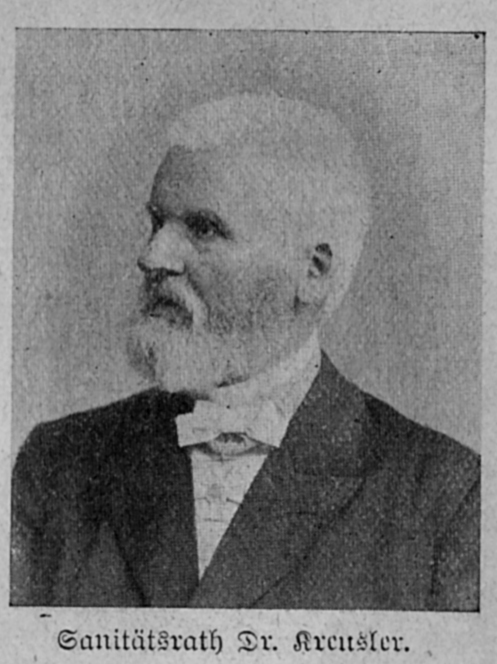
Wolrad Kreusler

Wolrad Kreusler (* 28. November 1817 in Arolsen, Fürstentum Waldeck; † 9. Januar 1901 in Brandenburg an der Havel) war ein deutscher Physikus (Arzt) und Dichter.

## Leben
Kreusler stammte aus dem waldeckschen Arolsen. Er war bis 1871 im Amt Sachsenhausen als Landphysikus und Distriktwundarzt tätig.
Kreusler ist u. a. Dichter des patriotischen Liedes König Wilhelm saß ganz heiter, das er für seinen Sohn Reginald und dessen Kameraden im Krieg 1870/71 dichtete. Dafür wurde er 1871 zum Stadtphysikus und Strafanstaltsarzt der Stadt Brandenburg an der Havel berufen. 
Kreusler war Mitglied der Corps Hassia Gießen und Pomerania Berlin.

## Ehrungen
Wolrad Kreusler trug zuletzt den Ehrentitel Geheimer Sanitätsrat. Anlässlich seines 80. Geburtstages im Jahre 1896 wurde er zum Ehrenbürger der Stadt Brandenburg an der Havel ernannt.
In Arolsen und in Sachsenhausen stehen ihm zu Ehren Denkmäler. Sein Grabmal auf dem Altstädtischen Friedhof in Brandenburg an der Havel wird von der Stadtverwaltung instand gehalten. Eine Straße in der Nähe des Friedhofs trägt seinen Namen.